# ヤマハ・ロードレーサー
ヤマハ・ロードレーサーでは、ヤマハ発動機製ロードレーサーについて説明する。ロードレーサーとは、ロードレースに使用する競技用バイクのことである。

## モデル一覧

### RAシリーズ
RA41
RA41は、1961年型125ccクラス用ワークスマシンのロードレーサーである。
RA55
RA55は、1963年型125ccクラス用ワークスマシンのロードレーサーである。

### RDシリーズ
RD48
RD48は、1961年型250ccクラス用ワークスマシンのロードレーサーである。
RD56
RD56は、1963年から1965年のロードレース世界選手権250ccクラス用に製造されたワークスマシンのロードレーサーである。ヤマハは1962年にはロードレース世界選手権（WGP）のワークス活動を停止していたがマシン開発は継続していた。そして1963年にWGPに復帰し、RD56はベルギーGP（スパ・フランコルシャン）で優勝する。1964年と1965年はフィル・リードがRD56を駆り、世界チャンピオンマシンとなる。1966年シーズンにも後継機RD05（空冷/水冷V型4気筒）の仕上がりが思わしくないときにRD56（空冷直列2気筒）が出走した。
RD05
RD05は、2ストロークV型4気筒エンジンを搭載した250ccクラス用ワークスマシンのロードレーサーである。1965年型には空冷と水冷の2種類ある。最初に空冷エンジンを搭載したRD05が1965年イタリアGP（モンツァ）でデビューするが、当日のモンツァの天候が豪雨だったために前側の2気筒の点火プラグには水が入り、また気温が低かったためにオーバークールとなり、リタイアする。水冷エンジン搭載のRD05は1965年日本GP（鈴鹿）でデビューするが、操縦性は良くなかった。初めてRD05を見たフィル・リードはその大きさに驚く。250ccクラスのマシンにもかかわらず車重が135kgもあったのだ。RD05のV型4気筒エンジンは出力70psを目標に開発されたが、2008年型市販ロードレーサー ヤマハTZ250（水冷V型2気筒）の出力は93psで、車重は102kgである（「ヤマハ・TZ#TZ250の仕様（V型2気筒）」を参照）。
RD05A
RD05Aは、2ストロークV型4気筒エンジンを搭載した250ccクラス用ワークスマシンのロードレーサーである。1966年型RD05AのVバンク角は70度になり、低重心化を図る。

### TAシリーズ
TA125
TA125は、1971年型ロードスポーツAX125にキットパーツを組み込んだ1973年型市販ロードレーサーである。

### TDシリーズ
TD1
TD1は、1962年にリリースされた空冷2ストローク直列2気筒250ccエンジンを搭載した市販ロードレーサーである。主にアメリカとオーストラリアに輸出される。フレームは剛性不足であった。ホンダCR71に対抗するために製造されたワークスマシン並の市販ロードレーサーである。
TD1A
TD1Aは、TD1の改良型市販ロードレーサーである。TD1と同様に主な輸出先はアメリカとオーストラリアであるが、若干ヨーロッパへも輸出される。
TD1B
TD1Bは、TD1Aの後継機市販ロードレーサーである。プライベートライダーが入手可能な最速ロードレーサーであるが、多くの問題を抱えていた。最大の問題は、ライダーによるシフト操作失敗時に発生するクラッチドラムのトラブルであった。
TD1C
TD1Cは、1967年に発表された空冷2ストローク直列2気筒250ccエンジン搭載の市販ロードレーサーである。TD1Bが抱える大きな欠点を払拭すること念頭に置いて設計される。最も効果があった改良は、エキスパンションチャンバーの設計に現れていた。ワークスマシンで培われた技術が市販マシンに取り入れられたのである。
TD2
TD2は、1970年型250cc市販ロードレーサーである。1969年型ロードスポーツスポーツ 250 DS6を基に開発された輸出用モデルである。ヤマハは1968年シーズンを最後にロードレース世界選手権（WGP）でのワークス活動を停止したが、その後はTD2がWGP250ccクラスで活躍する。
TD3
TD3は、1971年に発表された250cc市販ロードレーサーで、ロードスポーツDX250用エンジンを基に開発されたロードレーサー用エンジンを搭載する。フレームはTR3（350cc）と共用である。片山敬済も購入し、片山の記憶では75万円で、当時としてはかなり高額な市販ロードレーサーであった。

### TRシリーズ
TR2
TR2は、1970年型350cc市販ロードレーサーである。1969年型ロードスポーツスポーツ 350 R3を基に開発された輸出用モデルである。ヤマハは1968年シーズンを最後にロードレース世界選手権（WGP）でのワークス活動を停止したが、その後はTR2がWGP350ccクラスで活躍する。
TR3
TR3輸出用は、350cc市販ロードレーサーである。
TR3日本国内用は、1971年に日本向けに発表された350cc市販ロードレーサーである。輸出用TR-3を全日本ロードレース選手権のレギュレーションに適合させるためにクラッチをロードスポーツRX350と同じ湿式クラッチに変更し、RX350を基にした市販ロードレーサーとして発売した。フレームはTD3（250cc）と共用である。

### TZシリーズ
TZ（ティーゼット）は、水冷2ストロークエンジンを搭載した市販ロードレーサーである。

### YAシリーズ
YAレーサー
YAレーサーは、1957年型125ccワークスマシンのロードレーサーである。エンジンはロードスポーツYA1用エンジンを基に設計。第2回全日本オートバイ耐久ロードレースでは、1位、2位、5位となる。この耐久ロードレースのレギュレーションでは、1車種3台まで出場可、という規定があるため、その回避策として、エンジンのボアストロークが異なるYA-AとYA-Bの2車種がある。

### YDシリーズ
YDレーサー
YDレーサーは、空冷2ストローク直列2気筒250ccエンジンを搭載した1957年型ワークスマシンのロードレーサーである。エンジンはロードスポーツYD1用エンジンを基に設計。フレームはパイプ製ダブルクレードルで、ライダーの体格に合わせた専用設計である。第2回全日本オートバイ耐久ロードレースでは、1-2-3フィニッシュを飾る。この耐久ロードレースのレギュレーションでは、1車種3台まで出場可、という規定があるため、その回避策として、エンジンのボアストロークが異なるYD-AとYD-Bの2車種がある。YD-Aはボア・ストロークがスクエアの54x54mm、YD-Bはショートストロークの56x50mmである。
YDS1キットパーツ
YDS1キットパーツは、1959年型ロードスポーツYDS1用のロードレース用キットパーツである。浅間クラブマンレースに参加するチームやライダーを対象とした製品である。ロードスポーツYDS1との主な違いは、大型タンク、ストッパー付シングルシート、チャンバーなどである。モトクロス用キットパーツもある。

### YZシリーズ
YZ623
YZ623は1969年に開発された125ccロードレーサーである。1970年からのレギュレーション変更(2気筒/6速以下)に合わせ、市販車AS1にクロスレシオ5速と専用シリンダーを装着し、それ以外はほぼ市販車ベースだったが、1971年に6速に変更されエンジンマウントを上に詰めスイングアームの延長、フロントブレーキをマグネシウム製ダブルパネル装着、その他ワークスパーツ装着等の大幅な見直しがされた。1972年には水冷化し大幅な出力アップが図られ、1973年には乾式クラッチを装着し、OW15と正式に名前が変更された。ライダーはケント・アンダーソン氏が75年まで活躍していたことで有名。
YZ623は後の市販レーサーTA125の開発のベースになった。
YZ624
YZ624は、空冷エンジンの市販ロードレーサーTD3を水冷エンジン化したワークスマシンのロードレーサーである。

### YZRシリーズ
YZR250
YZR250（ワイゼットアールにひゃくごじゅう）は、水冷2ストローク2気筒エンジンを搭載したワークスマシンのロードレーサーである。
『ヤマハYZR250』を参照。
YZR500
YZR500（ワイゼットアールごひゃく）は、水冷2ストローク4気筒エンジンを搭載したワークスマシンのロードレーサーである。
『ヤマハYZR500』を参照。
YZR-M1
YZR-M1（ワイゼットアールエムワン）は、水冷4ストローク4気筒エンジンを搭載したワークスマシンのロードレーサーである。
『ヤマハYZR-M1』を参照。

## 関連文献
- Cameron, Kevin (26 Feb 2009), The Grand Prix Motorcycle - The Official Technical History, J H Haynes & Co Ltd, ISBN 978-1844255283
- Walker, Mick (November 2002), Mick Walker's Japanese Grand Prix Racing Motorcycles, Motorbooks Intl, ISBN 978-0953131181